# Cabinet von Papen
République de Weimar
Brüning II Schleicher
Le cabinet von Papen, du nom du chancelier allemand Franz von Papen, dit « cabinet des barons », réputé favorable aux intérêts des grands industriels est en fonction du 1er juin au 3 décembre 1932.

## Histoire
Le 29 mai 1932, le président Hindenburg cesse de signer les ordonnances que lui soumet le chancelier Brüning, en application de l'article 48 de la Constitution de Weimar. Ayant perdu sa confiance et ses capacités d'actions, Brüning démissionne le 30 mai. Franz von Papen, membre de l'aile droite du Zentrum et faisant partie du cercle autour du président, mais inconnu du public, est nommé pour former un gouvernement. Le Zentrum refusant son entrée à la chancellerie, von Papen quitte le parti. Von Papen a l'avantage d'être totalement intégré aux réseaux des élites puisqu'il est membre du Deutcher Herrenklub (de), rassemblant l'élite de l'industrie, la banque et la haute fonction publique de droite, mais qu'il était aussi un militaire de carrière, finissant lieutenant-colonel, il a aussi été attaché militaire aux États-Unis. Il est aussi proche du cardinal secrétaire d'État du Vatican, Eugenio Pacelli. 
Le gouvernement formé est composé de techniciens et d'aristocrates. La ligne reste sur une politique économique d'austérité, la lutte contre le « bolchévisme » et l'abolition de la démocratie parlementaire. Ils cherchent pour cela à modifier l'article 54 de la Constitution pour que le gouvernement ne soit plus dépendant du Reichstag, sous l'influence du juriste Carl Schmitt. Ce projet est soutenu par les nazis en échange de retirer l'interdiction des SA et des SS, ce qui est accepté le 16 juin. Le Reichstag est à nouveau dissous le 4 juin, alors que les nazis sont en pleines ascensions dans plusieurs Länder. 
Le 24 avril 1932 a lieu l'élection du plus grand Land d'Allemagne, la Prusse. La coalition sortante (SOD-Zendrum-DDP) perd la majorité absolue avec 204 sièges, contre 162 pour le NSDAP et 57 pour le KPD. Le gouvernement du Land démissionne mais expédie les affaires courantes. Face à la situation, von Papen se fait nommer par ordonnance Reichkommissar für Preussen et mettant sous tutelle le Land, c'est le coup de Prusse.
Lors de la campagne pour les élections de juillet, la violence est inédite. Les milices nazies font une soixantaine de morts. Le 17 juillet à Altona, les SA qui défilent dans un quartier ouvrier entrainent une fusillade entre les nazis, la police et les communistes, entrainant 18 morts. Les résultats des élections sont catastrophiques pour von Papen, les partis qui le soutiennent ne font plus que 10 % du corps électoral alors que le nazis explosent et les communistes progressent. 
Hindenburg refuse de nommer Hitler au pouvoir malgré la logique politique et parlementaire, il reste sur la ligne de faire une coalition avec les nazis mais sans Hitler à la chancellerie. Le 13 août, Hindenbourg propose à Hitler d'entrer au gouvernement, ce que ce dernier refuse. Le 30 août, la session du Reichstag commence par le discours de Clara Zetkin, doyenne communiste, puis par le président élu Hermann Göring. À la deuxième session, Göring interdit à von Papen de lire la proclamation de dissolution du Reichstag et donne la parole aux groupes parlementaires pour voter la défiance du gouvernement par 513 voix contre 32. 
Dans la nuit du 9 au 10 août 1932, à Potempa (hameau aujourd'hui rattaché à la commune de Krupski Młyn en Pologne) a lieu le meurtre de Potempa, où cinq personnes en uniforme de la SA font irruption au domicile de l'ouvrier syndicaliste Konrad Pietrzuch (Pietzuch, Piecuch, Pietczuch) et le battent à mort, devant sa mère. Cet événement aura de fortes répercussions et signe la fin de l'État de droit au sein de la république de Weimar.
Les élections de novembre sont un nouvel échec pour von Papen, la coalition restant entre 10 et 12 % des voix. Cependant, les résultats marquent surtout le premier recul électoral des nazis depuis 1928, perdant une trentaine de sièges pour 4 % des voix, alors que les communistes continuent de progresser. 
Face à cette situation, il y a plusieurs possibilités pour von Papen : soit continuer de gouverner par ordonnance mais risquer une explosion sociale, un coup de force communiste et, ou nazi, soit le coup d'état militaire. Une étude est menée par Eugen Ott, proche de Kurt von Schleicher, et les conclusions sont défavorables car la Reichswehr serait débordée par les milices communistes et nazies, alors qu'une intervention étrangère était aussi possible. Les ministres refusent la tentative de putsch le 2 décembre et von Papen démissionne le lendemain.

## Composition
| Poste                                 | Titulaire                              | Titulaire                                | Parti |
| ------------------------------------- | -------------------------------------- | ---------------------------------------- | ----- |
| Chancelier du Reich                   |                                        | Franz von Papen                          |       |
| Ministre des Affaires étrangères      |                                        | Konstantin von Neurath                   |       |
| Ministre de l'Intérieur               |                                        | Wilhelm von Gayl                         | DNVP  |
| Ministre de la Justice                |                                        | Franz Gürtner                            | DNVP  |
| Ministre de l'Économie                |                                        | Hermann Warmbold                         |       |
| Agriculture                           |                                        | Magnus von Braun                         | DNVP  |
| Ministre des Finances                 |                                        | Lutz Graf Schwerin von Krosigk           |       |
| Ministre de la Défense                |                                        | Kurt von Schleicher                      |       |
| Ministre du Travail                   |                                        | Hermann Warmbold (jusqu'au 06/06/1932)   |       |
| Ministre du Travail                   | Hugo Schäffer (à partir du 06/05/1932) |                                          |       |
| Ministre des Postes et des Transports |                                        | Paul Freiherr von Eltz-Rübenach          |       |
| Ministre sans portefeuille            |                                        | Franz Bracht (à partir du 29/10/1932)    |       |
| Ministre sans portefeuille            |                                        | Johannes Popitz (à partir du 29/10/1932) |       |

## Annexe